# Megan Young
Megan Lynne Talde Young-Daez (Alexandria, Virginia; 27 de febrero de 1990) es una modelo, actriz, cantante, presentadora y reina de belleza filipina-estadounidense ganadora de Miss Mundo Filipinas 2013 y posteriormente Miss Mundo 2013, siendo la primera representante de dicho país en titularse como Miss Mundo. Es la hermana mayor de la actriz Lauren Young y es actualmente miembro de la Star Magic, de ABS-CBN.

## Miss Mundo 2013

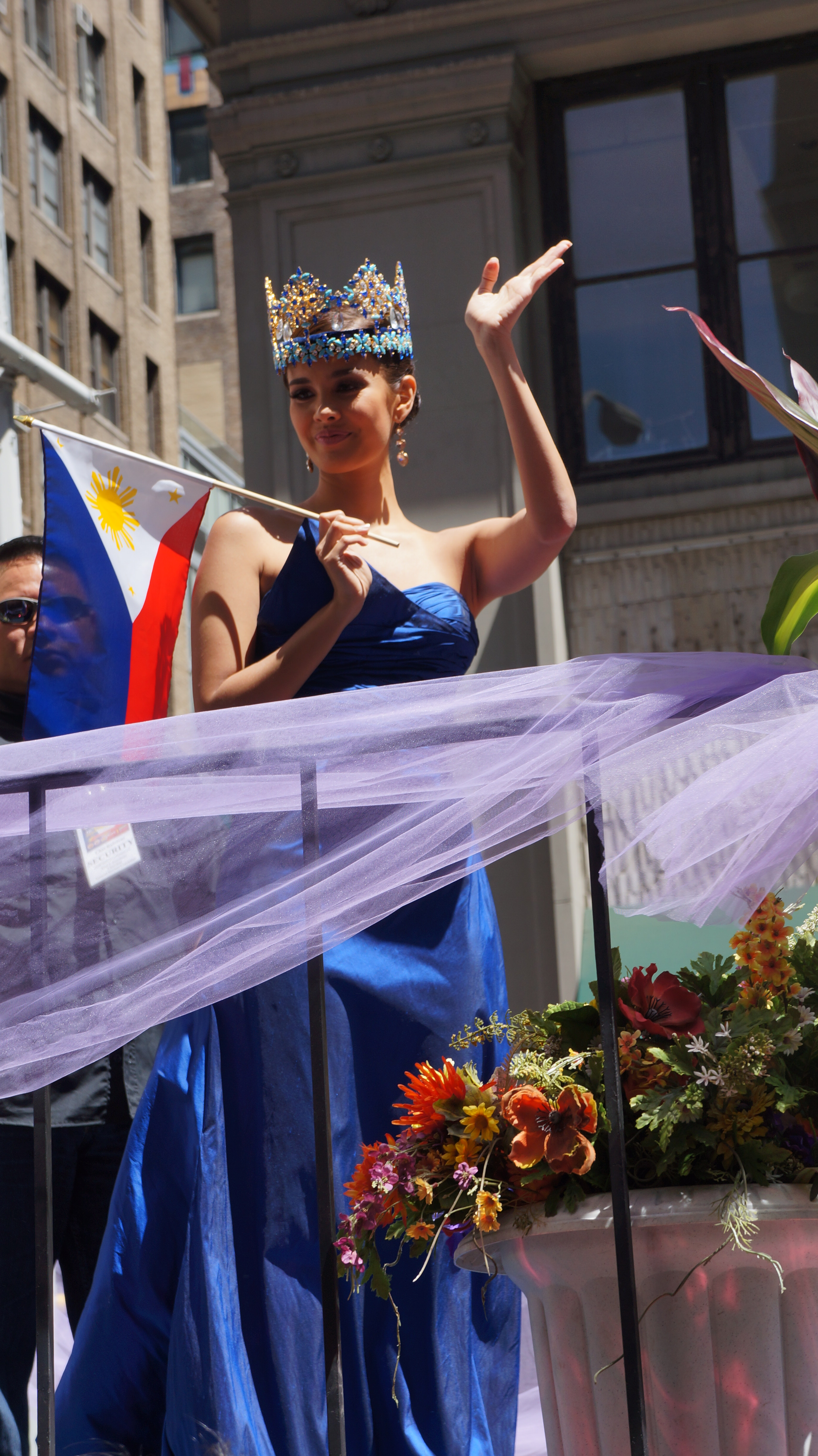
Megan Young durante el desfile de la Independencia, 2013,

Megan Young fue coronada como Miss Mundo 2013 en Bali, Indonesia, convirtiéndose en la primera filipina en ganar el título de Miss Mundo desde su creación en 1951. En la competición venció a 126 concursantes de todo el mundo. Durante los preliminares, donde también ganó el concurso «Top Model», quedó en cuarto lugar en el «Desafío Multimedia» y en el quinto lugar en el concurso «Belleza Playera».

## Filmografía

### Televisión
| Año         | Título                                                     | Papel                               | Cadena                |
| ----------- | ---------------------------------------------------------- | ----------------------------------- | --------------------- |
| 2013        | Misibis Bay                                                | Lara Borromeo                       | TV5                   |
| 2013        | Never Say Goodbye                                          | Vera                                | TV5                   |
| 2013        | ASAP 18                                                    | Anfitrión / Ella misma              | ABS-CBN               |
| 2012        | A Beautiful Affair                                         | Ava Pierro                          | ABS-CBN               |
| 2012        | Precious Hearts Romances Presents: Hiyas                   | Sapphire Salvador                   | ABS-CBN               |
| 2012        | ASAP 2012                                                  | Anfitrión / Ella misma              | ABS-CBN               |
| 2011        | Showtime                                                   | Celebridad juez                     | ABS-CBN               |
| 2011        | Precious Hearts Romances Presents: Mana Po                 | Winnie                              | ABS-CBN               |
| 2011        | ASAP Rocks                                                 | Anfitrión / Ella misma              | ABS-CBN               |
| 2011        | US Girls                                                   | Anfitrión / Ella misma              | Studio 23             |
| 2010        | Girlista                                                   | Anfitrión / Ella misma              | Studio 23             |
| 2010        | 5 Star Specials                                            | Varios                              | TV5                   |
| 2010        | ASAP XV                                                    | Anfitrión / Ella misma              | ABS-CBN               |
| 2010        | Rubi                                                       | Sophia Cárdenas                     | ABS-CBN               |
| 2010        | M3: Malay Mo Ma-develop                                    | Bea Cornejo                         | ABS-CBN               |
| 2009 - 2012 | Channel V Philippines                                      | VJ / Ella misma                     | Channel V Philippines |
| 2009        | Maalaala Mo Kaya                                           | Ermie (episodio: "Bench")           | ABS-CBN               |
| 2009        | Maalaala Mo Kaya                                           | Joven Etrona (episodio: "Singsing") | ABS-CBN               |
| 2008        | I Love Betty La Fea                                        | Marcela Valencia                    | ABS-CBN               |
| 2008        | Pinoy Big Brother: Celebrity Edition                       | Ella misma                          | ABS-CBN               |
| 2007        | Kokey                                                      | Shane                               | ABS-CBN               |
| 2007        | Star Magic Presents: Astigs: Luvin'Lyf                     | Janine                              | ABS-CBN               |
| 2007        | Star Magic Presents: Abt Ur Luv: Ur Lyf 2                  | Honey                               | ABS-CBN               |
| 2007        | Mga Kuwento ni Lola Basyang: Ang Binibining tumalo sa Hari | Hada                                | GMA                   |
| 2007        | Asian Treasures                                            | Anna                                | GMA                   |
| 2005 - 2006 | Fans Kita                                                  | Anfitrión / Ella misma              | QTV-11                |
| 2005        | Love To Love (Season 7): Love Ko Urok                      | Meg                                 | GMA                   |
| 2005        | StarStruck : Season 2                                      | Ella misma                          | GMA                   |